# Wildplassen

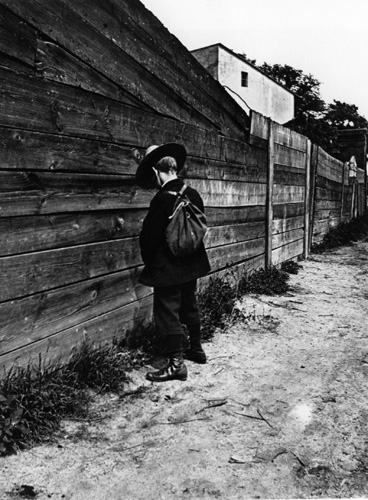
Wildplassen omstreeks 1900, hier tegen een schutting.

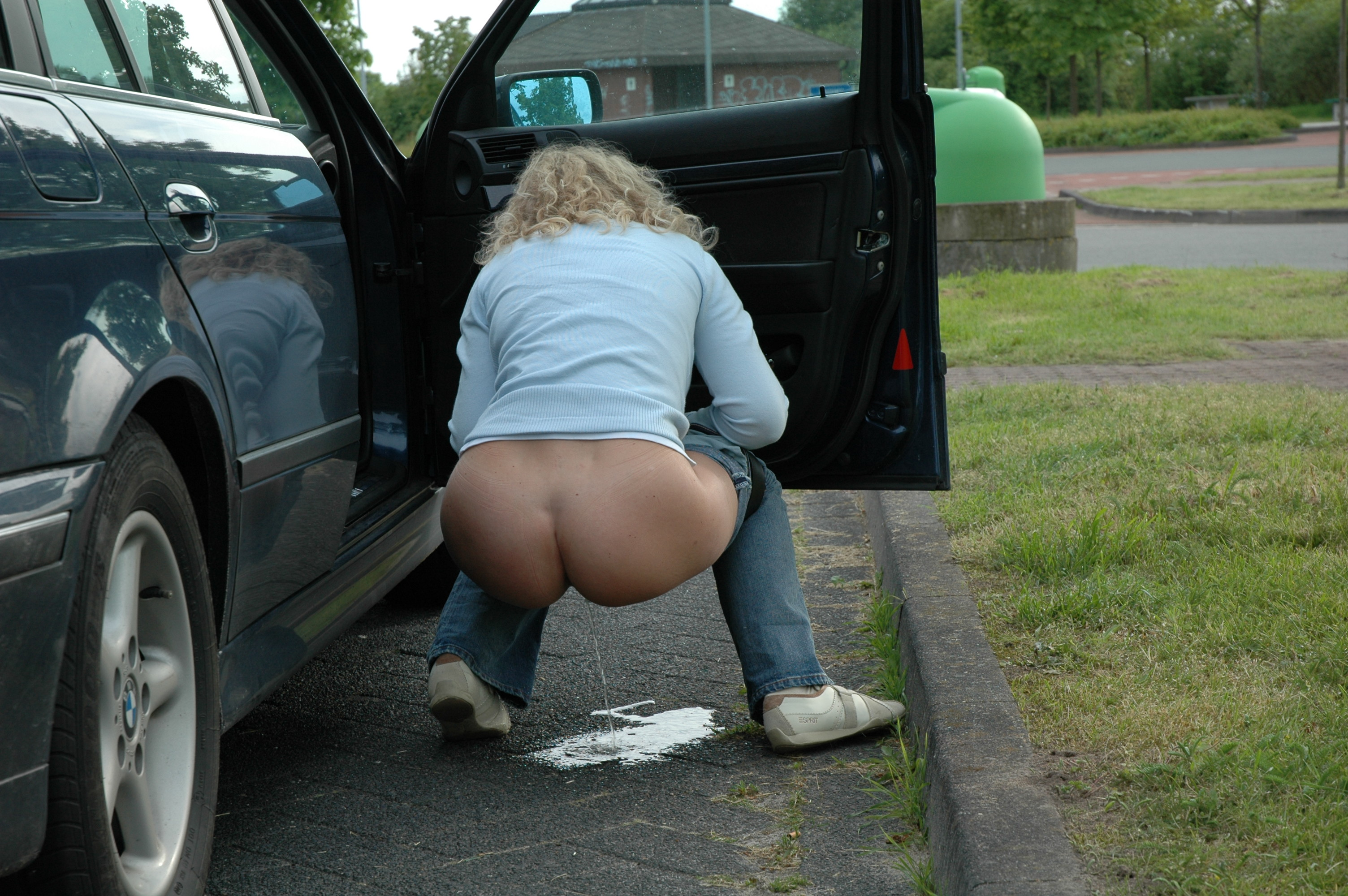
Ander voorbeeld van wildplassen: een vrouw die naast haar auto op straat urineert.

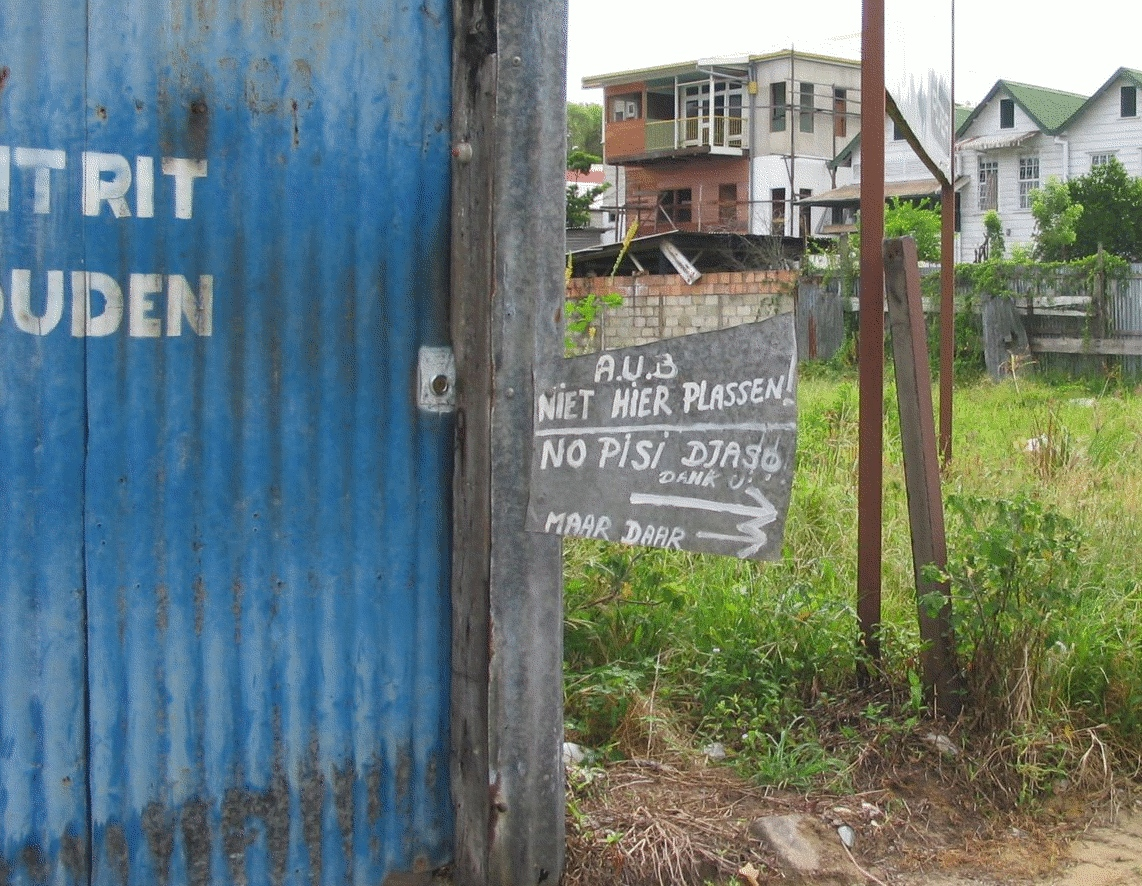
Surinaamse poging om overlast als gevolg van wildplassen te beperken.

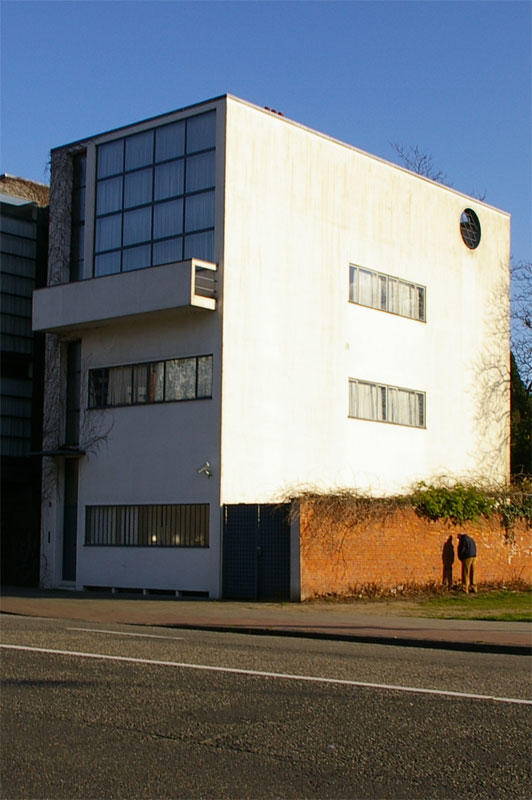
Een man die wildplast tegen de muur van Maison Guiette.

Wildplassen is het plassen op een andere plaats in de openbare ruimte dan een toilet of urinoir, bijvoorbeeld tegen een boom, een straatlantaarn, in een portiek enz. Ook urineren in de vrije natuur, bijv. in het bos, wordt doorgaans als wildplassen gezien, maar daar is het meestal niet strafbaar, in tegenstelling tot wildplassen binnen de bebouwde kom.
De benaming "wildplassen" is in het Nederlands geattesteerd sinds 1995.

## Achtergrond
Redenen voor wildplassen kunnen bijvoorbeeld zijn:
- het niet in de nabije omgeving aanwezig zijn van sanitair
- een lange wachtrij
- de kosten van het gebruik van een toilet of urinoir
- de staat van het toilet of urinoir (te vies of kapot)
- het feit dat men niet welkom is in een café, restaurant of winkel voor alleen toiletbezoek, c.q. de kosten van een consumptie die men alleen om die reden koopt
- het nuttigen van alcoholische drank verlaagt de drempel voor wildplassen omdat dit leidt tot de productie van meer urine en het wegnemen van remmingen

## Wettelijke regelingen
Wildplassen wordt afgekeurd op plaatsen waar dit stankoverlast kan geven, en ook wel wegens het mogelijk voor anderen zichtbaar worden van genitaliën. Het kan dan worden opgevat als een vorm van verstoring van de openbare orde. Om die reden gelden er bepaalde wettelijke verordeningen voor wildplassen.

### Nederland
In Nederland wordt wildplassen op veel plaatsen via de APV verboden. Buiten de bebouwde kom is het daarentegen vaak niet strafbaar. Dit is afhankelijk van de plaatselijke verordeningen, die in veel gevallen enkel voor de bebouwde kom gelden. In Nederland betreft Politiestrafbeschikkingsfeit F 185 "binnen de bebouwde kom buiten een daarvoor bestemde inrichting/plaats op of aan de weg zijn natuurlijke behoefte doen", met een boete van € 160 (+ € 9 administratiekosten).

Model-APV:
Artikel 4:8 Natuurlijke behoefte doen

Het is verboden binnen de bebouwde kom op een openbare plaats zijn natuurlijke behoefte te doen buiten daarvoor bestemde plaatsen.

Voorbeelden van APV's:
- De APV van Amsterdam stelt:[4]

Artikel 5.11 Doen van natuurlijke behoefte
1. Het is verboden op of aan de weg buiten een urinoir of andere toiletgelegenheid datgene te verrichten waarvoor een toiletgelegenheid is bestemd.
Hier is wildplassen dus ook buiten de bebouwde kom verboden. Aangezien dit geen feitcode heeft is de vraag of het beboet kan worden.
- De APV van Eindhoven:[5]

Artikel 4.2.2. Natuurlijke behoefte doen

Het is verboden binnen de bebouwde kom op of aan de weg zijn natuurlijke behoefte te doen buiten een daarvoor bestemde inrichting of plaats.
Hier is wildplassen buiten de bebouwde kom dus toegestaan.

## Maatregelen
Naast het wegnemen van de redenen en het beboeten worden soms nog andere maatregelen genomen om het wildplassen tegen te gaan op plekken waar dit veel gebeurt. Zo kan het gebeuren dat als iemand zich terugtrekt in een donkere hoek, de persoon ineens in vol schijnwerperlicht komt te staan. Ook worden soms schuingeplaatste schotten op een bepaalde hoogte aangebracht waardoor de urine terugspettert.

## In de kunst

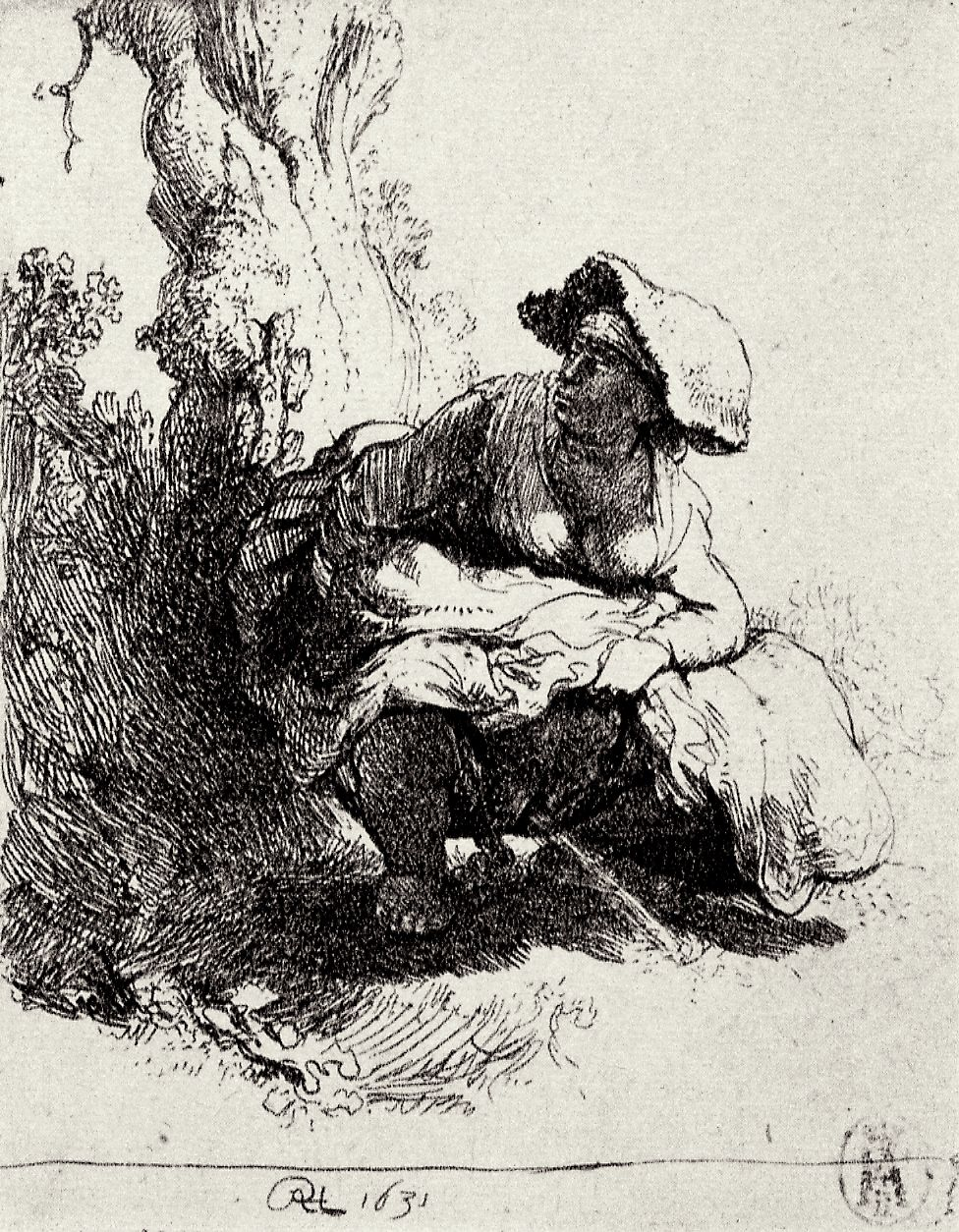
Wildplassende vrouw anno 1631 (ets van Rembrandt van Rijn).
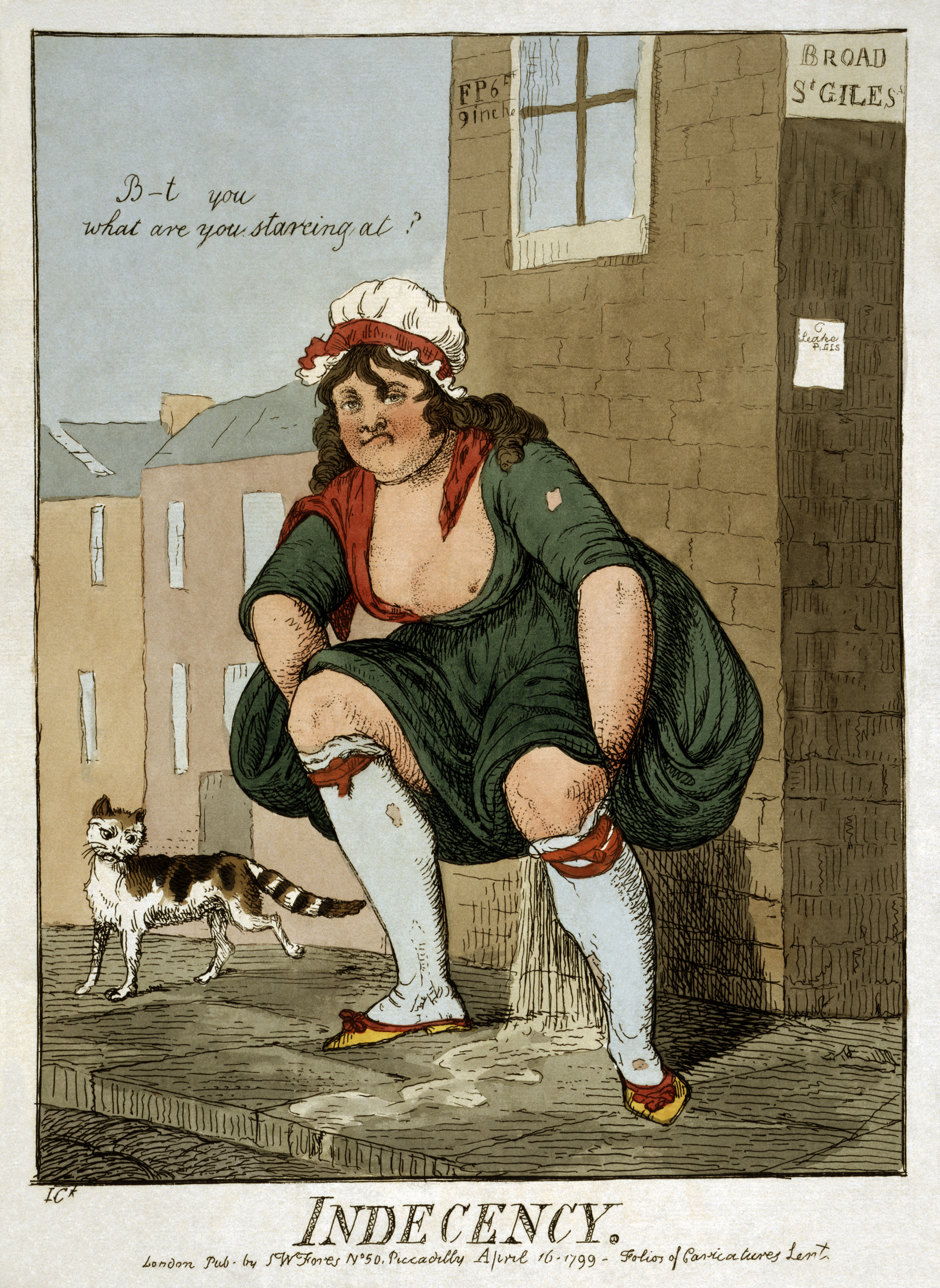
Britse karikatuur uit 1799 over wildplassen (door Isaac Cruikshank).